# Comunità montana Alto e Medio Sele
La Comunità montana Alto e Medio Sele era un ente locale di cui facevano parte in comuni salernitani della Valle del Sele, che aveva sede ad Oliveto Citra. La stessa è stata accorpata dalla Regione Campania a fine 2008 con la Comunità montana Zona del Tanagro nell'ambito di un piano di riorganizzazione di carattere regionale che ha portato gli Enti dal 27 a 20.
I comuni aderenti erano:
- Campagna
- Castelnuovo di Conza
- Colliano
- Contursi Terme
- Laviano
- Oliveto Citra
- Santomenna
- Valva

Tali comuni oggi aderiscono alla Comunità montana Tanagro - Alto e Medio Sele.